# رايموند فيني
رايموند فيني (بالإنجليزية: Raymond Finney)‏ هو سياسي أمريكي، ولد في 29 مارس 1941. انتخب عضو مجلس ولاية تينيسي.